# فينويك لوسون
فينويك لوسون (بالإنجليزية: Fenwick Lawson)‏ هو نحات بريطاني، ولد في 19 مايو 1932 في South Moor ‏ في المملكة المتحدة.